# Zum

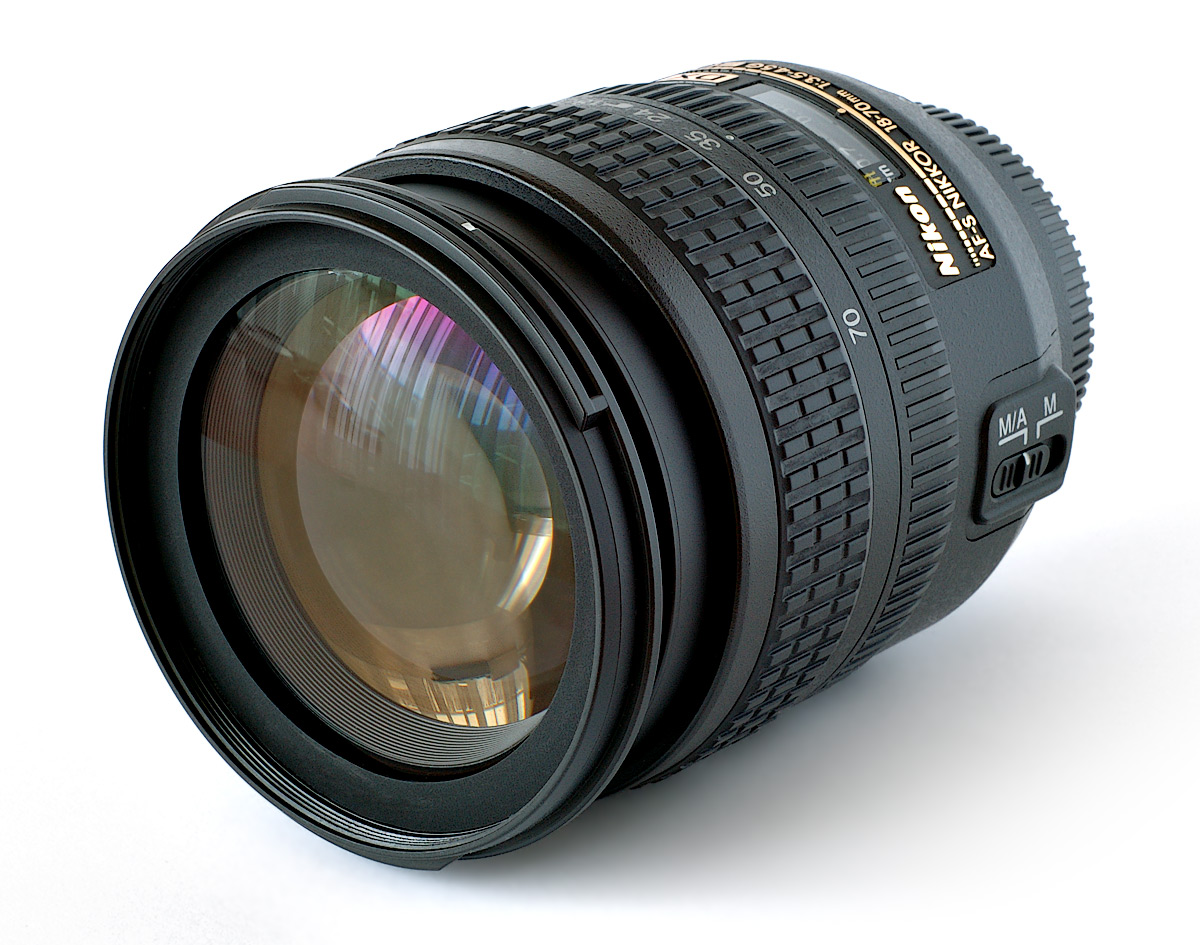
Nikon Nikkor 18-70 AF-S DX / 3.5-4.5 G IF-ED.

Un zum (de la voz inglesa zoom) es un objetivo o dispositivo fotográfico de distancia focal variable, es decir, aquellos en los que se puede variar a voluntad la distancia focal y, en consecuencia, el ángulo de visión, manteniendo el plano-imagen en el mismo sitio.
Cuando el factor de zoom es mayor que cinco aumentos suelen denominarse superzum.

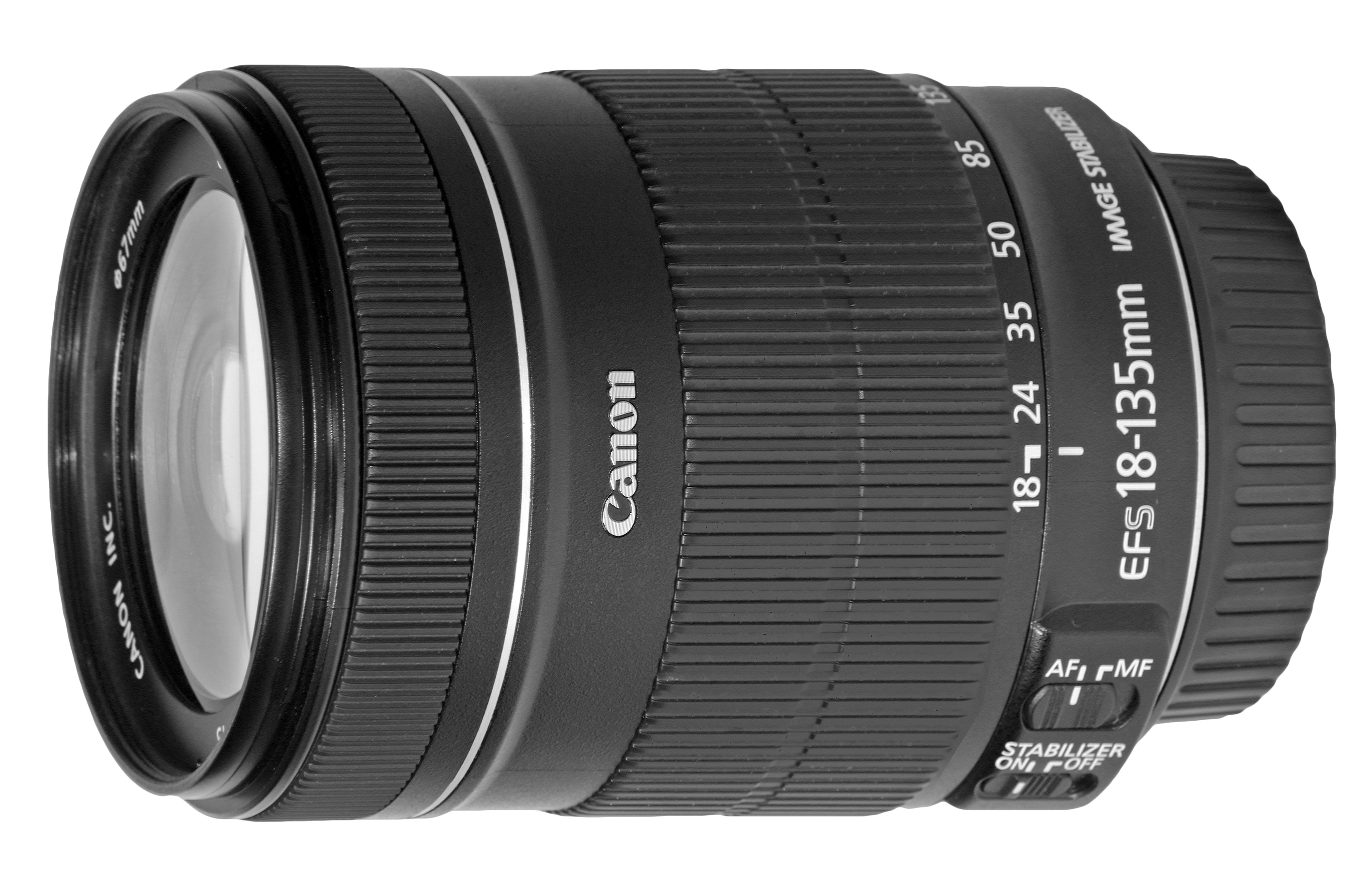
Objetivo Superzoom Canon EF-S 18–135mm

Si el zum es motorizado, como suele ser el caso de las cámaras compactas y de vídeo, suele llamarse power zoom.

## Zum óptico y zum digital
- El zum óptico es un tipo de objetivo que aumenta o disminuye el acercamiento de la imagen utilizando lentes de la cámara fotográfica o de vídeo, alterando la distancia focal, cerrando el cuadro con el sujeto. Gracias a la óptica, este tipo de zum logra un acercamiento real al objeto y no necesita reproducir digitalmente la imagen, como sí sucede en el caso del zum digital. Es el único zum que realmente es importante en las cámaras y, por lo tanto, es el más costoso de producir.[2]
- El zum digital suele ser un recorte de la fotografía, se elimina parte de los márgenes agrandando la parte central de la imagen para lo que se emplea solo una parte del sensor, lo que implica el uso de una cantidad menor de pixeles y por ello una reducción en la calidad de la imagen.

## Historia

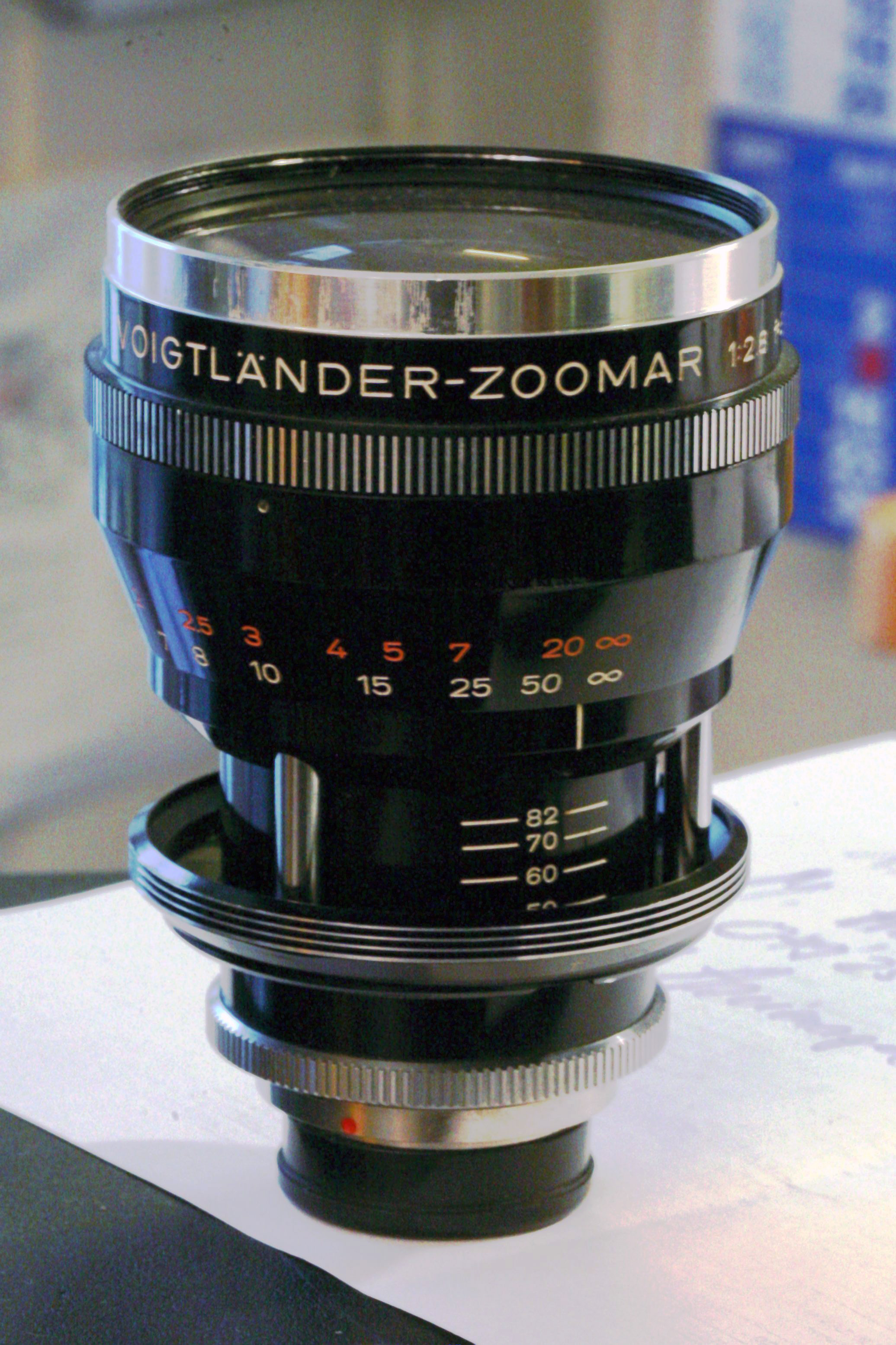
El Voigtländer Zoomar 36mm - 82mm f/2.8, el primero de la historia.

Los primeros zums surgieron para los telescopios por 1834. Ya entre las primeras patentes de teleobjetivos aparecían aquellos con lentes móviles y la posibilidad de cambiar la distancia focal. Sin embargo, cada vez que variaba la distancia focal era necesario volver a enfocar. Estas lentes se llaman multifocales. En la actualidad se emplean los objetivos multifocales en cámaras digitales y de vídeo donde el enfoque es automático y ello no supone un inconveniente.
El primer objetivo zoom real, que mantenía el enfoque al variar la distancia focal, fue patentado en 1902 por Clile. C. Allen. Pero fue el Bell and Howell Cooke "Varo" 40-120 mm para cámaras de cine de 35 mm, introducido en 1932, el primer objetivo producido industrialmente.
El primer objetivo zoom para cámara fotográfica SLR de 35 mm fue el ZOOMAR 1:2,8/36-82 mm que la marca alemana Voigtländer presentó en mayo de 1959. Un objetivo muy luminoso y versátil diseñado por Frank G. Back, quien no solo inventó las lentes, sino también el término zoom. En el mismo año Nikon también presentó un NIKKOR Telephoto-Zoom 85-250 mm f 4,0-4,5/85-250 mm para su nueva SLR Nikon F.
Desde entonces, y en especial a partir de mediados de la década de 1980 con la ayuda de los ordenadores, se ha ido mejorando la técnica consiguiendo mayores variaciones en objetivos más pequeños, siendo habitual a partir de la década de 1990 zums de factor x10 o incluso más. Como ejemplos: Tamron presentó en 1992 su revoluzoom 28-200, un objetivo de bajo coste en un tamaño muy compacto.

## Cualidades

Movimiento de lentes en un zum afocal.

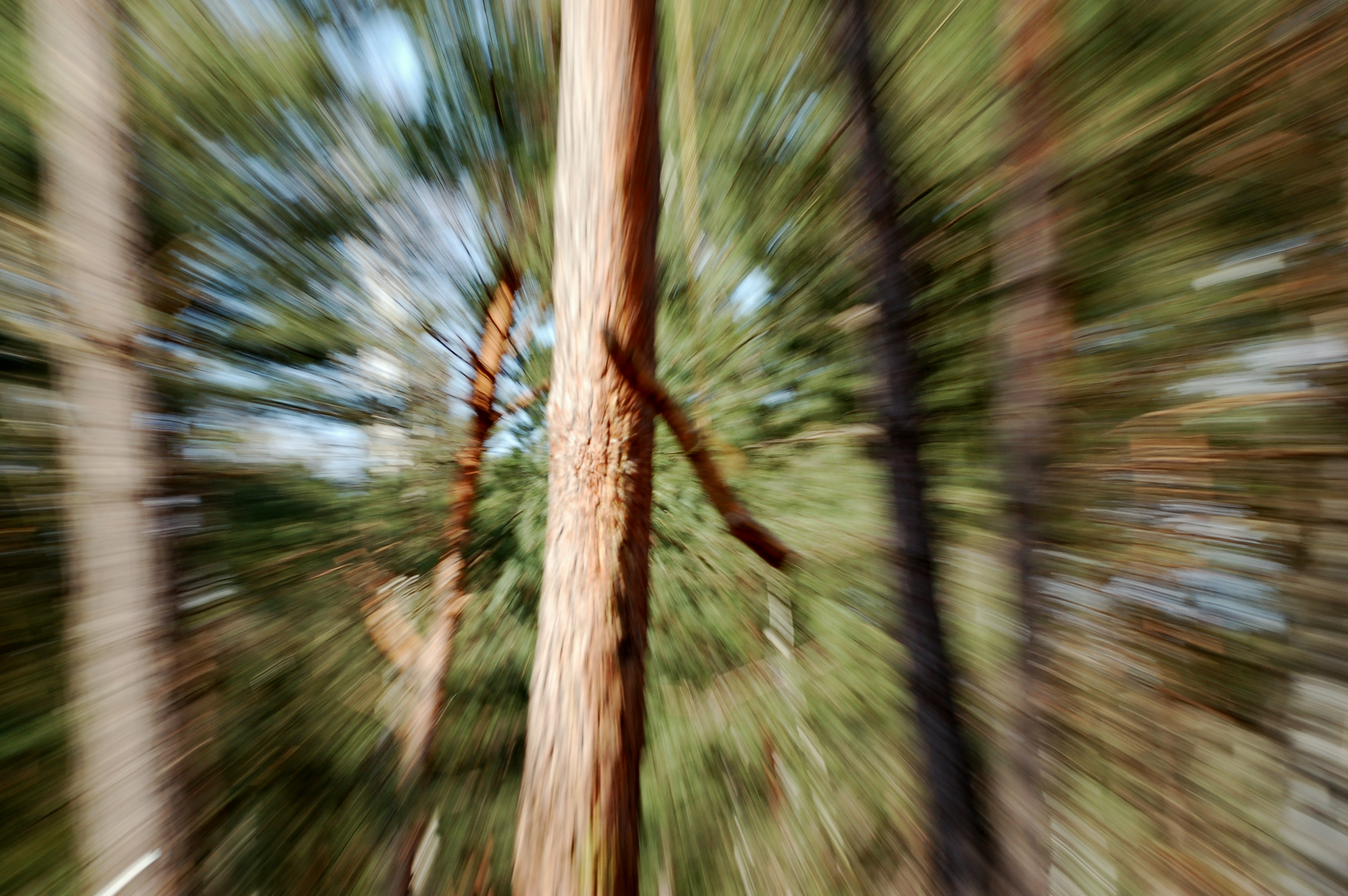
Una fotografía tomada con un zum, cuya distancia focal fue alterada durante el curso de la exposición.

Las propiedades básicas de un objetivo zum son su distancia focal mínima y máxima, así como su valor de luminosidad para su distancia focal mínima y máxima. El cociente entre la máxima y la mínima distancia focal posible se denomina factor zum y suele ser representado por el cociente acompañado por una equis (x) o preferiblemente el signo de multiplicar (×).
Cuando nos dicen que una cámara tiene un zum óptico ×2, ×3, o ×10, a lo que se están refiriendo es a que la focal máxima es 2, 3 o 10 veces la focal mínima. Esta fórmula, aplicada a un objetivo estándar de iniciación de los que incorporan las cámaras réflex de gama básica, típicamente 18-55 mm, nos daría que dicho objetivo tiene un zoom óptico ×3. Un 18-70 sería casi ×4, y un 18-200, considerado como un objetivo todoterreno en el mundo reflex por su gran cobertura de focales, un ×11.
El zum óptico y el zum digital son dos características que suelen describir a las cámaras digitales compactas.
Aunque los objetivos zum ofrecen hoy día una buena calidad, debido a un diseño más complejo con mayor número de lentes, no son de tan buena calidad.

Objetivo zum simplificado en funcionamiento.

## Uso
Los grupos de lentes en el objetivo se desplazan al girar un anillo del objetivo o al pulsar un botón en el caso de los power zooms (zums motorizados) en las cámaras compactas o de vídeo, de este modo varía la distancia focal y con ello el espacio que entrará en el encuadre de la foto.

Encuadre de un zum.

## Aplicaciones
Los objetivos zum son una opción práctica, cómoda y económica en sustitución de un juego de distintos objetivos de focales fijas que pueden cubrir desde grandes angulares a teleobjetivos. El uso de un zum evita tener que estar cambiando constantemente de objetivos, evitando una tarea incluso delicada en ambientes de polvo o humedad, y ahorrando un tiempo a veces decisivo. Por el contrario, la comodidad de su manejo conlleva fácilmente a que fotógrafos no experimentados descuiden la composición de una fotografía.
En la filmación de una película, el zum no puede usarse como sustituto del travelling.